# Hammersmith and Fulham
Hammersmith and Fulham este un burg londonez din vestul Londrei.